# Smaragdina flavicollis
Smaragdina flavicollis är en skalbaggsart som först beskrevs av Toussaint de Charpentier 1825.  Smaragdina flavicollis ingår i släktet Smaragdina, och familjen bladbaggar. Arten har ej påträffats i Sverige.